# Хімік (баскетбольний клуб)
Баскетбольний клуб «Хімік» — український баскетбольний клуб з міста Південне (Одеська область), команда «Хімік-ОПЗ» створена 1997 року, юридично самостійний клуб «Хімік» — 2001 року. Чотириразовий чемпіон української Суперліги. Один з найстаріших клубів України.

## Історія
Баскетбольна команда ФСК «Хімік» ОПЗ у сезоні 2000/2001 посіла 4-е місце у вищій лізі чемпіонату України.
У червні 2001 року в Южному створено баскетбольний клуб, президентом клубу обрано Сергія Миколайовича Назаренка, заступника директора ОПЗ; виконавчим директором — Сергія Олександровича Чернишева.
Сезон 2001/2002 був вельми успішним для команди — у третьому своєму сезоні у вищій лізі «Хімік» виграв цей турнір і здобув право грати в Суперлізі України. Цього досяг колектив на чолі з тренером Сергієм Пінчуком.
Чемпіонат 2002/03 команда розпочала з чорногорським тренером, Звезданом Митровичем. Він очолював «Хімік» до сезону 2006/07, здобувши кілька комплектів бронзових нагород та стартувавши в європейських змаганнях.
Сезон 15-16 став для клуба найкращим в історії, взявши в друге поспіль  Суперлігу України і Кубок України. Склад команди був збалансований в кожній з ліній.

## Сезони
| Сезон    | Ліга      | Місце | Кубок України                | Виступи в Європі                    |
| -------- | --------- | ----- | ---------------------------- | ----------------------------------- |
| 2002/03  | Суперліга | 6     | Кубок України — Бронза       | Євровиклик ФІБА — 1/2 фінала        |
| 2003/04  | Суперліга | 4     |                              | Євровиклик ФІБА — 1/4 фінала        |
| 2004/05  | Суперліга | 3     |                              | Євровиклик ФІБА — 1/8 фінала        |
| 2005/06  | Суперліга | 3     | Кубок України — 1/2 фінала   | Євровиклик ФІБА — Фінала            |
| 2006/07  | Суперліга | 3     | Кубок України — Бронза       | Єврокубок ФІБА - груповий етап      |
| 2007/08  | Суперліга | 3     | Кубок України — 1/4 фінала   | Євровиклик ФІБА — 1/4 фінала        |
| 2008/09  | Суперліга | 3     | Кубок України — 1/2 фінала   | Єврокубок ФІБА - груповий етап      |
| 2009/10  | Суперліга | 10    | Кубок Суперліги — 1/4 фінала | Євровиклик ФІБА - груповий етап     |
| 2010/11  | Суперліга | 12    |                              | Євровиклик ФІБА - груповий етап     |
| 20011/12 | Суперліга | 4     | Кубок Суперліги — Бронза     | Євровиклик ФІБА - груповий етап     |
| 2012/13  | Суперліга | 4     |                              | Євровиклик ФІБА - 1/4 фінала        |
| 2013/14  | Суперліга | 2     | Кубок України — 1/4 фінала   | Єврокубок ФІБА - 1/8 фінал          |
| 2014/15  | Суперліга | 1     | Кубок України— 1/2 фінала    |                                     |
| 2015/16  | Суперліга | 1     | Кубок України— Переможець    | Єврокубок ФІБА - 1/4 фінала         |
| 2016/17  | Суперліга | 2     | Кубок України— 1/2 фінала    | Ліга чемпіонів ФІБА - Груповий етап |
| 2017/18  | Суперліга | 3     | Кубок України— Фінал         | Єврокубок ФІБА - Груповий етап      |
| 2018/19  | Суперліга | 1     | Кубок України— 1/4 фінала    |                                     |
| 2019/20  | Суперліга | 4     | Кубок України— Переможець    |                                     |
| 2020/21  | Суперліга | 6     | Відмінили                    |                                     |
| 2021/22  | Суперліга | 6     | Недограли                    |                                     |

## Досягнення

### Національні
Суперліга України 
- Чемпіон (3): 2014/2015, 2015/2016, 2018/2019
- Срібний призер (2): 2013/2014, 2016/2017
- Бронзовий призер(6): 2004/2005, 2005/2006,2006/2007, 2007/2008, 2008/2009, 2017/2018

Кубок України
- Переможець (2): 2015/2016,  2019/2020
- Фіналіст: 2017/2018

Кубок Суперліги 
- Бронзовий призер(1):2011-2012

### Міжнародні
Євровиклик ФІБА 
- Фіналіст: 2005/2006

## Золотий склад сезону 15/16
Основний склад
| №  | Ім'я Прізвище              | Позиція  | Країна | Дата народження | Ріст   | Вага   |
| -- | -------------------------- | -------- | ------ | --------------- | ------ | ------ |
|    | Артем Ковальов             |          |        | 28/11/1997      | 205 см | 89 кг  |
|    | Іван Міхаєєв               |          |        | 14/1/1999       | 194 см | 86 кг  |
|    | Кирило Марченко            |          |        | 23/9/1997       | 192 см | 86 кг  |
|    | Максим Николенко           |          |        | 11/9/1998       | 195 см | 111 кг |
| 2  | Олег Гончаров              | Захисник |        | 2/2/1994        | 191 см | 79 кг  |
| 3  | Віталій Мальчевський       | Форвард  |        | 5/9/1987        | 201 см | 89 кг  |
| 4  | Сергій Попов               | Захисник |        | 27/2/1988       | 195 см | 88 кг  |
| 8  | Метю Шоу                   | Форвард  |        | 23/1/1988       | 201 см | 106 кг |
| 11 | Бренден Лі Герберт Фрейзер | Форвард  |        | 23/7/1992       | 109 см | 79 кг  |
| 13 | Олександр Беліков          | Форвард  |        | 31/05/1992      | 201 см | 89 кг  |
| 19 | Олександр Рябчук           | Захисник |        | 15/1/1989       | 186 см | 89 кг  |
| 21 | Олександр Прокопенко       | Захисник |        | 1/05/1993       | 190 см | 88 кг  |
| 22 | В'ячеслав Петров           | Форвард  |        | 13/8/1994       | 204 см | 121кг  |
| 23 | Сергій Павлов              | Форвард  |        | 18/7/1997       | 206 см | 102 кг |
| 24 | Володимир Конєв            | Захисник |        | 18/6/1989       | 203 см | 96 кг  |
| 42 | Олександр Антіпов          | Форвард  |        | 22/8/1993       | 203см  | 98 кг  |
| 55 | Ілля Сидоров               | Захисник |        | 4/12/1996       | 183 см | 77 кг  |

Тренерський склад
| Країна | Ім'я Прізвище         | Роль            |
| ------ | --------------------- | --------------- |
|        | Олег Юшкін            | Головний тренер |
|        | Віталій Степановський | Тренер          |
|        | Олексій Коновалов     | Тренер          |

## Легіонери
| - Делано Спенсер - Крістіан Джонс - Едвін Деон Джеверн - Тайрел Нельсон - Ентоні Вашингтон - Льюїс Салліван - Келвін Джером Годфрі - Аверил Югба - Станіслав Завадський - Деррік Колтер - Джеймс Елліотт Сміт - Джейсона Сідней Лав - Метью Шоу - Бренден Фрейзер - Дерек Нідем - Рамон Мур - Метт Гейтенс - Джамал Шулер - Роландс Фрейманіс - Тревіс Ромео - Пол Ділейні - Суад Шехович - Сава Лешич - Віллі Дін - Мірослав Тодич - Девід Джозеф - Предраг Мілетич - Арвідас Ейтутавічус - Аарон Макгі - Даррел Мітчелл - Рейшон Террі - Луіс Хіннант - Лоренцо Вільямс - Тоні Бізаца - Акіда Маклейн - Брайан Везерс - Ларрі Ебні - Тревіс Гаррісон |

## Тренери
| - Звездан Митрович (2002-2007) - Жидрунас Жвинклис (2006-2007) - Дмитрий Базелевский (2007-2009) - Владан Живкович (2008-2009) - Олівер Попович (2008-2009) - Дмитро Базелевський (2009-2010) - Валентин Воронін (2009-2010) - Віталій Усенко (2010-2011) - Дарко Русо(2011-2012) - Звєздан Митрович (2012-2013) - Карліс Муйжнієкс (2013-2015) - Олег Юшкін (2015-2016) - Віталій Степановський (2016-2022) |